# Người Hatti
Người Hatti (/ˈhætiənz/) là một tộc người cổ đại định cư ở vùng đất Hatti thuộc miền trung Anatolia (Thổ Nhĩ Kỳ ngày nay). Dân tộc này được ghi lại sớm nhất là từ thời đế quốc của Sargon của Akkad (k. 2300 TCN), cho tới khi họ bị sáp nhập dần dần bởi tộc người Ấn-Âu Hittites vào k. 2000–1700 TCN, họ về sau lại được liên hệ với "vùng đất Hatti".

## Lịch sử

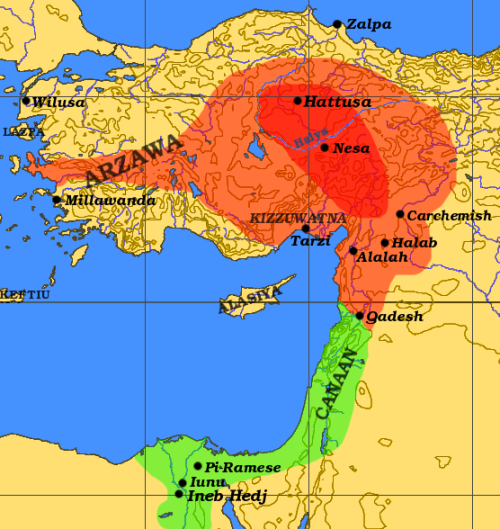
Sự bành trướng của đế quốc Hittite (đỏ) vào khoảng năm 1290 TCN và biên giới của vương quốc Ai Cập (xanh)

"Vùng đất của người Hatti" là tên gọi lâu đời nhất được biết đến dành cho khu vực miền trung Anatolia, dẫu cho nó là một địa danh ngoại lai trong các nguồn ngoại quốc, như là hatti matu trong tiếng Assyria, được tìm thấy trên những tấm bảng chữ viết hình nêm Lưỡng Hà từ thời kỳ của Sargon Đại đế của Akkad vào khoảng năm 2350–2150 TCN; trên những tấm bảng này các thương nhân Assyria-Akkad khẩn cầu sự giúp đỡ của vua Sargon. Tên gọi này tiếp tục tồn tại trong khoảng 1,500 năm cho tới tận năm 630 TCN, như được nhắc đến trong các biên niên sử của người Assyria. Theo các văn kiện sau này của người Hittite, Sargon đã giao chiến với vua của người Luwian,Nurdaggal của Burushanda, trong khi vị vua kế vị của Sargon là Naram-Sin của Akkad đã giao chiến với Pamba, vua của Hatti và 16 quốc gia khác.
Việc sử dụng từ "người Hittite nguyên thủy" để nhắc tới người Hatti là không chính xác. Tiếng Hittite (vốn ban đầu gọi là Nešili, "[trong ngôn ngữ] của Neša") là một ngôn ngữ Ấn-Âu, khác biệt hoàn toàn về mặt ngôn ngữ với tiếng Hatti. Người Hittite tiếp tục sử dụng thuật ngữ Vùng đất của Hatti cho vương quốc mới của họ. Người Hatti sau cùng đã đồng hóa với các tộc người nói tiếng Ấn Âu khác như Hittite, Luwian, và Palaic.